# Teshrin SC
El Teshrin Sports Club (en árabe: نادي تشرين‎) es un equipo de fútbol de Siria que juega en la Liga Premier de Siria, la liga de fútbol más importante del país.

## Historia
Fue fundado en el año 1947 en la ciudad de Latakia, aunque también juegan de locales en la capital Damasco con el nombre Al-Qadissiya hasta 1976 cuando lo cambiaron por su nombre actual; y su nombre en el idioma árabe significa Octubre o Noviembre en relación con el periodo que hay entre ambos meses. Han sido campeones de la máxima categoría en 2 ocasiones.
A nivel internacional han participado en 3 ocasiones, la primera de ellas fue en la Recopa de la AFC 2001-02 y una vez en la Liga de Campeones Árabe, en donde en ambas apariciones no superaron la primera ronda.

## Palmarés
- Liga Premier de Siria: 5

1982, 1997, 2020, 2021, 2022
- Supercopa de Siria: 1

1982

## Participación en competiciones de la AFC
| Temporada | Torneo           | Ronda          | Club                    | Casa | Visita | Global   |
| --------- | ---------------- | -------------- | ----------------------- | ---- | ------ | -------- |
| 2002      | Recopa de la AFC | 1              | Al-Hilal FC             | 1-1  | 2-3    | 3-4      |
| 2021      | Copa AFC         | Fase de grupos | Kuwait SC               | 3-3  |        | 3° lugar |
| 2021      | Copa AFC         | Fase de grupos | Al-Faisaly SC           |      | 0-1    | 3° lugar |
| 2021      | Copa AFC         | Fase de grupos | Markaz Shabab Al-Am'ari | 5-1  |        | 3° lugar |
| 2022      | Copa AFC         | Fase de grupos | East Riffa Club         | 2-2  |        | 2° lugar |
| 2022      | Copa AFC         | Fase de grupos | Nejmeh SC               | 3-1  |        | 2° lugar |
| 2022      | Copa AFC         | Fase de grupos | Hilal Al-Quds           | 0-0  |        | 2° lugar |

## Participación en competiciones de la UAFA
- Liga de Campeones Árabe: 1 aparición

2004/05 - Primera ronda

## Jugadores

### Jugadores destacados
| - Abdulrahman Akkari (2009–10) - Abdulkader Dakka (2003–08) - Aatef Jenyat (2010–11) - Mutaz Kailouni (2001–08), (2009) - Abdul Kader Kardaghli (1980–96) - Nizar Mahrous (1985–86) - Chadi Cheikh Merai (1995–99) - Nadim Sabagh (2002–07) - Ziad Ajouz (2008–12) | - Mohammad Muneer (2010–11) - Mohammed Ghaddar (2011) - Ali Al Nono (2006–07) - Alikem Segbefia (2009–10) |